# لهجة بغداد اليهودية
لهجة بغداد اليهودية (بالعبرية: ערבית-יהודית בבגדאד) هي لهجة عربية يتحدث أو كان يتحدث بها يهود بغداد وبلدات أخرى في جنوب العراق. تختلف هذه اللهجة عن اللهجة التي يتكلم بها اليهود في شمال العراق (اللهجة المصلاوية). كما يمكن اعتبار كل من لهجة بغداد اليهودية ولهجة يهود الشمال (المصلاوية) كلهجات متفرعة من اللهجة اليهودية العراقية والتي تُعتبر لهجة أهل العراق القديمة منذ العصر العباسي، قبل هجرة القبائل العربية شمالاً وتأثير مفرداتها على هذه اللهجة خلال القرون الماضية.
كحال معظم المجتمعات اليهودية العربية، فإن أعداد المتكلمين باللهجات العربية اليهودية العراقية قليلة جدًا من الذين لا يزالون يقيمون داخل العراق، بعكس الذين هاجروا إلى إسرائيل أو في المهجر كالولايات المتحدة، والذين يواجهون خطرًا في الحفاظ على هذه اللهجة فيها.
تجدر الإشارة إلى أنه قد تم إنتاج فلم «مطير الحمام» (بالإنجليزية: Farewell Baghdad ؛ بالعبرية: מפריח היונים) عام 2014 ليكون أول فلم يتم تنفيذه بالكامل باللهجة اليهودية العراقية.